# Zeitschrift für Agrargeschichte und Agrarsoziologie
Die Zeitschrift für Agrargeschichte und Agrarsoziologie (ZAA) ist eine Fachzeitschrift, in der historische und soziologische Beiträge zur Erforschung der Landwirtschaft veröffentlicht werden.
Sie wird von der Gesellschaft für Agrargeschichte in Verbindung mit der Deutschen Landwirtschafts-Gesellschaft seit 1953 herausgegeben und erscheint zweimal jährlich im DLG Verlag. Verlagsort ist Frankfurt am Main. Die Zeitschrift ist nach dem Zweiten Weltkrieg an die Stelle des Jahrbuchs der Gesellschaft für Geschichte und Literatur der Landwirtschaft von Max Güntz getreten und hat dieses Publikationsorgan ersetzt.